# Людовик-Жозеф де Бурбон-Конде
Принц Людовик-Жозеф де Бурбон-Конде (фр. Louis V Joseph de Bourbon-Condé, 9 серпня 1736 — 13 травня 1818) — єдиний син Луї-Анрі де Бурбон-Конде та принцеси Кароліни Гессен-Рейнфельдської, який користувався особливою прихильністю короля Людовика XV. Відомий також як Людовик V де Бурбон-Конде.

## Біографія
Поступивши в армію на початку Семирічної війни, Конде у 1762 році розбив при Фрідберзі наслідного принца Карла-Вільгельма-Фердинанда Брауншвейзького. За незгоду (1771) зі схваленою королем реформою парламенту Конде був вигнаний на короткий час. У зборах нотаблей 1787 року Конде підписав доповідну записку, в якій аристократія та духовенство протестували проти якого б то не було порушення своїх привілеїв.
З початком революції у 1789 році Конде залишив Францію та спорядив за свій рахунок на Рейні загін з емігрантів. У з'єднанні (1792) з австрійським військом Конде пішов на Ландау, але був відтиснутий за Рейн. У наступних походах Конде також брав участь.
Після Кампоформійського миру (1797) поступив зі своїм військом на російську службу та бився у 1799 у Швейцарії проти Французької республіки. Від перебування Конде в Росії залишилися такі сліди:
- Пріоратський палац — збудований у Гатчині за наказом Павла I для розміщення Конде як пріора Мальтійського ордену.
- Площа Коннетабль у Гатчині — вибудувана за образом та подобою однойменного об'єкта, який Павло бачив у садибі Конде.

Після виходу Павла I з коаліції проти Франції Конде знову приєднався до австрійських військ, поки Люневільський мир не змусив його розпустити своє військо, після чого Конде поїхав до Англії (1801).
У 1814 році Конде в свиті Людовика XVIII повернувся до Франції.

## Праці
Видав цінний «Нарис про життя великого Конде» (Essai sur la vie du grand Condé, Париж, 1806).